# Kulovesi
Kulovesi är en sjö i kommunen Nokia i landskapet Birkaland i Finland. Sjön ligger 57,5 meter över havet. Den är 36,66 meter djup. Arean är 36,42 kvadratkilometer och strandlinjen är 152,77 kilometer lång. Sjön  ingår i Kumo älvs huvudavrinningsområde.   Kulovesi är Finlands hundrade största sjö.
Sjön sammanhänger med Rautavesi och Liekovesi.  Nordväst om Kulovesi ligger sjön Tupurlajärvi. Nordöst om Kulovesi ligger tätorten Siuro och åt nordväst tätorten Häijää. Sydväst om Kulovesi ligger Salokunta kyrka och nordöst om sjön ligger Suoniemi kyrka.
Kulovesi ligger omkring 24 km väster om Tammerfors och omkring 160 km nordväst om Helsingfors. 

## Öar
I sjön finns öarna:

- Kutalansaari, ö i Sastamala, 61°25′11″N 23°07′11″Ö / 61.4198°N 23.1198°Ö (2,5 km²)
- Isosaari, ö i Nokia stad, 61°28′12″N 23°19′08″Ö / 61.4701°N 23.3188°Ö (20 ha)
- Kalmesaari, ö i Nokia stad, 61°26′10″N 23°11′35″Ö / 61.436°N 23.193°Ö (16 ha)
- Muurassaari, ö i Sastamala, 61°25′57″N 23°08′26″Ö / 61.4325°N 23.1406°Ö (14 ha)
- Kaukue, ö i Sastamala, 61°24′15″N 23°06′00″Ö / 61.4043°N 23.0999°Ö (12 ha)
- Jänessaari, ö i Sastamala, 61°25′44″N 23°08′55″Ö / 61.4289°N 23.1487°Ö (10 ha)
- Maijansaari, ö i Sastamala, 61°26′34″N 23°10′33″Ö / 61.4427°N 23.1759°Ö (5 ha)
- Haapasaari, ö i Sastamala, 61°24′10″N 23°05′22″Ö / 61.4027°N 23.0895°Ö (4 ha)
- Peltosaari, ö i Sastamala, 61°24′01″N 23°06′05″Ö / 61.4002°N 23.1014°Ö (3 ha)
- Vatulansaari, ö i Sastamala, 61°25′12″N 23°06′34″Ö / 61.4201°N 23.1095°Ö (3 ha)
- Latosaari, ö i Sastamala, 61°26′19″N 23°09′39″Ö / 61.4385°N 23.1609°Ö (2 ha)
- Mäntysaari, ö i Sastamala, 61°24′06″N 23°06′34″Ö / 61.4016°N 23.1095°Ö (2 ha)
- Sarasaari, ö i Sastamala, 61°26′22″N 23°09′55″Ö / 61.4394°N 23.1653°Ö (1 ha)
- Ristisaari, ö i Nokia stad, 61°28′13″N 23°20′12″Ö / 61.4702°N 23.3368°Ö (1 ha)
- Karhunsaari, ö i Sastamala, 61°24′33″N 23°05′39″Ö / 61.4091°N 23.0941°Ö (1 ha)
- Salonsaari, ö i Sastamala, 61°23′33″N 23°04′32″Ö / 61.3924°N 23.0756°Ö
- Isosaari, ö i Sastamala, 61°24′33″N 23°04′07″Ö / 61.4093°N 23.0687°Ö
- Rättiäinen, ö i Sastamala, 61°24′22″N 23°05′16″Ö / 61.4061°N 23.0878°Ö (0 ha)
- Kivisaaret, ö i Sastamala, 61°24′19″N 23°06′31″Ö / 61.4053°N 23.1085°Ö (0 ha)
- Toronsaari, ö i Sastamala, 61°24′14″N 23°07′30″Ö / 61.404°N 23.1249°Ö (0 ha)
- Liinasaari, 61°28′16″N 23°17′45″Ö / 61.471°N 23.2958°Ö (0 ha)
- Pikkusaari, ö i Nokia stad, 61°28′12″N 23°18′45″Ö / 61.47°N 23.3124°Ö (0 ha)
- Lehtisaari, ö i Nokia stad, 61°28′07″N 23°19′46″Ö / 61.4687°N 23.3294°Ö (0 ha)
- Hanhisaari, ö i Nokia stad, 61°28′03″N 23°14′12″Ö / 61.4674°N 23.2366°Ö (0 ha)
- Karhusaari, ö i Nokia stad, 61°27′54″N 23°18′14″Ö / 61.465°N 23.3039°Ö (0 ha)
- Sierakkasaari, ö i Nokia stad, 61°27′18″N 23°13′06″Ö / 61.4549°N 23.2184°Ö (0 ha)
- Tupakkasaari, ö i Sastamala, 61°26′47″N 23°10′25″Ö / 61.4465°N 23.1736°Ö (0 ha)
- Kuivasaari, ö i Sastamala, 61°26′10″N 23°10′17″Ö / 61.436°N 23.1714°Ö (0 ha)
- Porkko, ö i Sastamala, 61°26′09″N 23°07′21″Ö / 61.4357°N 23.1225°Ö (0 ha)
- Teronsaari, ö i Sastamala, 61°25′54″N 23°06′45″Ö / 61.4316°N 23.1124°Ö (0 ha)
- Taikinasaari, ö i Sastamala, 61°25′40″N 23°07′52″Ö / 61.4277°N 23.1312°Ö (0 ha)
- Pärrä, ö i Sastamala, 61°25′27″N 23°06′30″Ö / 61.4242°N 23.1084°Ö (0 ha)
- Kirstusaari, ö i Nokia stad, 61°25′15″N 23°23′10″Ö / 61.4208°N 23.3861°Ö (0 ha)